# Hubbell (Nebraska)
Hubbell es una villa ubicada en el condado de Thayer en el estado estadounidense de Nebraska. En el Censo de 2010 tenía una población de 68 habitantes y una densidad poblacional de 76,99 personas por km².

## Geografía
Hubbell se encuentra ubicada en las coordenadas 40°0′32″N 97°29′49″O / 40.00889, -97.49694. Según la Oficina del Censo de los Estados Unidos, Hubbell tiene una superficie total de 0.88 km², de la cual 0.88 km² corresponden a tierra firme y (0.29%) 0 km² es agua.

## Demografía
Según el censo de 2010, había 68 personas residiendo en Hubbell. La densidad de población era de 76,99 hab./km². De los 68 habitantes, Hubbell estaba compuesto por el 100% blancos, el 0% eran afroamericanos, el 0% eran amerindios, el 0% eran asiáticos, el 0% eran isleños del Pacífico, el 0% eran de otras razas y el 0% pertenecían a dos o más razas. Del total de la población el 1.47% eran hispanos o latinos de cualquier raza.